# Nasiové
Nasiové (také Nachiové, Naxi, čínskými znaky 纳西族) je národnost tibetobarmské jazykové skupiny, která patří mezi oficiálně uznávané národnostní menšiny v Číně. Obývá severozápadní část provincie Jün-nan a jihozápad Sečuanu, střediskem je město Li-ťiang. Jejich počet se uvádí okolo tří set tisíc (včetně etnické skupiny Mosuo, jejíž příslušnost k Nakhiům je sporná).
Do svých současných sídel přišli Nasiové asi před dvěma tisíci lety z Tibetské náhorní plošiny. Díky izolaci za vysokými horskými hřebeny si udrželi svérázný způsob života. Ve čtrnáctém až osmnáctém století měli vlastní vladaře z dynastie Mu, kteří byli vazaly čínského císaře a kontrolovali obchodní cesty s čajem. Nasiové vyznávají šamanské náboženství tungpa, které obsahuje prvky bönismu i buddhismu, klíčovou roli v něm hraje ochranné božstvo Sanduo, tradičním svátkem je pochodňový festival konaný v šestém měsíci lunárního kalendáře. Dosud používají také archaické obrázkové písmo, v němž se uchovala bohatá literární tvorba. Žijí v tradičních dřevěných domech zdobených vyřezávanými ornamenty a nástěnnými malbami, živí se zemědělstvím a řemesly, tradičním jídlem je vepřové maso na rožni a kořenová zelenina. Udržel se starobylý kroj i specifický hudební styl Baisha xiyue. Velký zájem vědců i turistů přitahují Nasiové tím, že se v některých vesnicích dosud udržela funkční matrilinearita: domy a pozemky se dědí v ženské linii, což vede k volnějším partnerským vztahům a silné roli žen ve společnosti. Výzkumu Nasiů se věnovali Joseph Rock a Peter Goullart.